# Richard Delvy
Richard Delvy (20 april 1942 - 6 februari 2010) was een Amerikaanse drummer, componist, arrangeur, producent en muziekuitgever. Hij begon in de muziekbusiness als drummer die bij The Bel-Airs en maakte met zijn ervaring een bredere aantrekkingskracht bij The Challengers, die op de voorgrond stonden van de surfmuziekexplosie in Zuid-Californië. Hij bezat de rechten op verschillende iconische surf- en rocknummers, waaronder Wipe Out, Mr. Moto (door hem geschreven met Paul Johnson) en Chick-A-Boom (Don't Ya Jes' Love It). Hij staat bekend als een van de eerste pioniers van surfmuziek.

## Carrière
Delvys eerste band als drummer was The Bel-Airs. Samen met de gitarist Jim Robert richtte hij The Challengers op, waarmee hij 15 albums publiceerde. Zijn goede zakeninstinct bewees hij als uitgever met Miraleste Music. Zo verwierf hij de rechten op de surfklassieker Mr. Moto, die hij als Mr. Moto 65 ook zelf met The Challengers opnam. Zijn grootste succes was evenwel de overname van de songwriter-credits voor Wipe Out, dat hij samen met collega-producent John Marascalco op de markt bracht. Hij leidde onder zijn naam een firma met meerdere labels, waaronder Triumph Records en Princess Records. Als producent werkte Delvy in de sectie hot rod, folk, rock en psychedelische rock. Ook begeleidde hij Tony Orlando en David Cassidy als muzikaal leider tijdens hun concertreizen.
- International Standard Name Identifier: 0000 0000 3209 0742
- Library of Congress Control Number: n96004542
- MusicBrainz: f53d66b2-b09f-4c51-94ba-609f8f8af249
- Virtual International Authority File: 73113776
- WorldCat: E39PBJfmtggPpTDJff3XmCyKh3